# Fragile (canção)
"Fragile" é uma canção escrita e interpretada pelo músico inglês Sting, e faz parte do seu segundo álbum de estúdio ...Nothing Like the Sun. Lançado como um single no ano seguinte, atingiu o número 70 no UK Singles Chart. Cantada adicionalmente em Português e Espanhol sob os títulos de "Frágil" e "Fragilidad", respectivamente, ela apareceu mais duas vezes na variante EP do álbum Nada como el sol, lançado em 1988.
A canção é uma homenagem a Ben Linder, um engenheiro civil americano que foi morto pelos Contras em 1987, enquanto trabalhava em um projeto hidrelétrico na Nicarágua.

## Informações
A canção foi apresentada no documentário vencedor do Óscar de 1992, The Panama Deception, sobre a Invasão do Panamá pelos Estados Unidos em dezembro de 1989. 
"Fragile" foi a música de abertura do concerto de Sting denominado ...All This Time , gravado na noite dos Ataques de 11 de setembro, em 2001. 
A canção também aparece nas cenas finais de "Come from the Shadows", episódio 59 do seriado 21 Jump Street, o quarto episódio da quarta temporada.
A canção também aparece no documentário The Living Sea, que foi nomeado ao Óscar em 1995.
Também faz parte da trilha sonora da série da Netflix, "Adolescência", como "cover" de um coral de crianças, produzida pela dupla de compositores Aaron May e David Ridley. 